# خوان مانويل إليزوندو
خوان مانويل إليزوندو (بالإسبانية: Juan Manuel Elizondo)‏ هو لاعب كرة مضرب مكسيكي، ولد في 8 يونيو 1983 في ليون في المكسيك.

## وصلات خارجية
- خوان مانويل إليزوندو على موقع رابطة محترفي التنس (الإنجليزية)
- خوان مانويل إليزوندو على موقع الاتحاد الدولي لكرة المضرب (الإنجليزية)
- خوان مانويل إليزوندو على موقع خلاصة التنس.كوم (الإنجليزية)